# Miguel S. Arrevalo
Miguel Santiago Arévalo (5 de julio de 1843, Guadalajara - Los Ángeles, 28 de junio de 1900) fue un compositor, guitarrista y cantante mexicano. 
Inició sus estudios musicales a la edad de 15 años en su ciudad natal donde estuvo activo en los círculos musicales y donde ayudó a que se estableciera la Sociedad Filarmónica de Jalisco (1869). Durante su formación guitarrística en Guadalajara ofreció recitales en el Teatro Degollado. Los periódicos La Unión Liberal y La Prensa de Guadalajara publicaron artículos suyos, donde hacia reseñas musicales. Además de escribir para la guitarra, compuso por lo menos cuatro óperas (Adorante, Rey de la Nubia, La Reina de las Hadas y Luisa de la Valliere). Aproximadamente en 1870. Arévalo se muda a Los Ángeles en 1871, Arévalo estuvo activo como cantante participando en conciertos de música sacra. Murió en Los Ángeles el 28 de junio.
- Datos: Q6015096